# Janet Lee
Janet Lee (Lafayette, 22 oktober 1976) is een tennisspeelster met Taiwanese ouders en met de Taiwanese nationaliteit. Zij is geboren, en woont, in de Verenigde Staten maar speelt onder Taiwanese vlag.
Zij begon op vijfjarige leeftijd met het spelen van tennis. Zij speelt rechtshandig en heeft een tweehandige backhand. Zij was actief in het proftennis van 1995 tot en met 2006.
In 2004 kwam zij tot de kwartfinale van het US Open bij het damesdubbelspeltoernooi. Ook in het gemengd dubbelspel bereikte zij de kwartfinale, op het Australian Open 2003, samen met de Amerikaan Jared Palmer.

## Loopbaan

### Enkelspel
Lee debuteerde in 1992 op het ITF-toernooi van Greensboro (VS). Zij stond in 1994 voor het eerst in een finale, op het ITF-toernooi van Vancouver (Canada) – zij verloor van de Canadese Sonya Jeyaseelan. In 2001 veroverde Lee haar eerste titel, op het ITF-toernooi van Mahwah (VS), door de Bulgaarse Svetlana Kriventsjeva te verslaan. In totaal won zij twee ITF-titels, de andere in 2002 in Surbiton (Engeland).
In 1994 speelde Lee voor het eerst op een WTA-hoofdtoernooi, op het toernooi van Oklahoma. Haar beste resultaat op de WTA-toernooien is het bereiken van de kwartfinale (vijfmaal).
Haar beste resultaat op de grandslamtoernooien is het bereiken van de derde ronde. Haar hoogste notering op de WTA-ranglijst is de 79e plaats, die zij bereikte in april 1998.

### Dubbelspel
Lee behaalde in het dubbelspel betere resultaten dan in het enkelspel. Zij debuteerde in 1992 op het ITF-toernooi van Greensboro (VS), samen met de Amerikaanse Varalee Sureephong. Zij stond in 1996 voor het eerst in een finale, op het ITF-toernooi van Santa Clara (VS), samen met de Amerikaanse Laxmi Poruri – zij verloren van het duo Meilen Tu en Amanda Wainwright. In 1997 veroverde Lee haar eerste titel, op het ITF-toernooi van Rockford (VS), samen met de Zweedse Maria Strandlund, door het duo Olena Brjoechovets en Noëlle van Lottum te verslaan. In totaal won zij negen ITF-titels, de laatste in 2003 in Pittsburgh (VS).
In 1993 speelde Lee voor het eerst op een WTA-hoofdtoernooi, op het toernooi van Indian Wells, samen met de Amerikaanse Nicole Hummel. Zij stond in 2001 voor het eerst in een WTA-finale, op het toernooi van Oklahoma, samen met de Indonesische Wynne Prakusya – zij verloren van het koppel Amanda Coetzer en Lori McNeil. Later dat jaar veroverde Lee haar eerste WTA-titel, op het toernooi van Stanford, weer samen met Prakusya, door het koppel Nicole Arendt en Caroline Vis te verslaan. In totaal won zij drie WTA-titels, de laatste in 2003 in Doha, ook nu met Prakusya aan haar zijde.
Haar beste resultaat op de grandslamtoernooien is het bereiken van de kwartfinale, op het US Open 2004, samen met Peng Shuai. Haar hoogste notering op de WTA-ranglijst is de twintigste plaats, die zij bereikte in februari 2003.

### Tennis in teamverband
In de periode 1998–2002 maakte Lee deel uit van het Taiwanese Fed Cup-team (onder de naam "Chinese Taipei") – zij behaalde daar een winst/verlies-balans van 29–8.

## Posities op deWTA-ranglijst
Positie per einde seizoen:
| jaartal | ranking enkelspel | ranking dubbelspel |
| ------- | ----------------- | ------------------ |
| 1993    | 542               | –                  |
| 1994    | 266               | 592                |
| 1995    | 166               | 254                |
| 1996    | 175               | 157                |
| 1997    | 112               | 67                 |
| 1998    | 86                | 83                 |
| 1999    | 96                | 404                |
| 2000    | 116               | 128                |
| 2001    | 115               | 34                 |
| 2002    | 205               | 22                 |
| 2003    | 160               | 54                 |
| 2004    | 305               | 42                 |
| 2005    | 685               | 56                 |

## Palmares
| Legenda                |
| ---------------------- |
| Grandslamtoernooi      |
| Olympische Spelen      |
| Year-End Championships |
| Tier I                 |
| Tier II                |
| Tier III               |
| Tier IV & V            |

### WTA-finaleplaatsen enkelspel
geen

### WTA-finaleplaatsen vrouwendubbelspel
| nr.              | finaledatum | toernooi          | ondergrond    | partner         | tegenstandsters                      | score         |         |
| ---------------- | ----------- | ----------------- | ------------- | --------------- | ------------------------------------ | ------------- | ------- |
| gewonnen finales |             |                   |               |                 |                                      |               |         |
| 1.               | 2001-07-29  | WTA Stanford      | hardcourt     | Wynne Prakusya  | Nicole Arendt Caroline Vis           | 3-6, 6-3, 6-3 | details |
| 2.               | 2002-09-15  | WTA Shanghai      | hardcourt     | Anna Koernikova | Rika Fujiwara Ai Sugiyama            | 7-5, 6-3      | details |
| 3.               | 2003-02-16  | WTA Doha          | hardcourt     | Wynne Prakusya  | María Vento-Kabchi Angelique Widjaja | 6-1, 6-3      | details |
| verloren finales |             |                   |               |                 |                                      |               |         |
| 1.               | 2001-02-25  | WTA Oklahoma      | hardcourt (i) | Wynne Prakusya  | Amanda Coetzer Lori McNeil           | 3-6, 6-2, 0-6 | details |
| 2.               | 2001-09-30  | WTA Bali          | hardcourt     | Wynne Prakusya  | Evie Dominikovic Tamarine Tanasugarn | 7-6, 2-6, 3-6 | details |
| 3.               | 2001-10-07  | WTA Japan (Tokio) | hardcourt     | Wynne Prakusya  | Liezel Huber Rachel McQuillan        | 2-6, 0-6      | details |

## Resultaten grandslamtoernooien
| Legenda | Legenda                          |
| ------- | -------------------------------- |
| g.t.    | geen toernooi gehouden           |
| l.c.    | lagere categorie                 |
| –       | niet deelgenomen                 |
| G       | uitgeschakeld in de groepsfase   |
| 1R      | uitgeschakeld in de eerste ronde |
| 2R      | uitgeschakeld in de tweede ronde |
| 3R      | uitgeschakeld in de derde ronde  |
| 4R      | uitgeschakeld in de vierde ronde |
| KF      | uitgeschakeld in de kwartfinale  |
| HF      | uitgeschakeld in de halve finale |
| F       | de finale verloren               |
| W       | het toernooi gewonnen            |
| w-v     | winst/verlies-balans             |

### Enkelspel
| Toernooi        | 1993 |    | 1995 | 1996 | 1997 | 1998 | 1999 | 2000 | 2001 | 2002 | 2003 | w-v |
| --------------- | ---- | -- | ---- | ---- | ---- | ---- | ---- | ---- | ---- | ---- | ---- | --- |
| Australian Open | –    | –  | 1R   | –    | 1R   | 3R   | 1R   | 1R   | 1R   | –    | 2-6  |     |
| Roland Garros   | –    | –  | –    | 1R   | 1R   | 1R   | –    | –    | 1R   | –    | 0-4  |     |
| Wimbledon       | –    | –  | –    | –    | 2R   | 2R   | –    | 2R   | 1R   | 1R   | 3-5  |     |
| US Open         | 1R   | 2R | –    | 2R   | 1R   | 1R   | 3R   | –    | –    | –    | 4-6  |     |

### Vrouwendubbelspel
| Toernooi        | 1995 | 1996 | 1997 | 1998 | 1999 |    | 2001 | 2002 | 2003 | 2004 | 2005 | 2006 | w-v |
| --------------- | ---- | ---- | ---- | ---- | ---- | -- | ---- | ---- | ---- | ---- | ---- | ---- | --- |
| Australian Open | –    | –    | 2R   | 2R   | 1R   | 2R | 2R   | 2R   | 2R   | 3R   | 2R   | 9-9  |     |
| Roland Garros   | –    | –    | 1R   | 2R   | 1R   | 2R | 1R   | 1R   | 1R   | 1R   | –    | 2-8  |     |
| Wimbledon       | –    | –    | 1R   | 2R   | –    | 1R | 3R   | 2R   | 2R   | 2R   | –    | 6-7  |     |
| US Open         | 1R   | 2R   | 1R   | 2R   | –    | –  | 2R   | 1R   | KF   | 2R   | –    | 7-8  |     |

### Gemengd dubbelspel
| Toernooi        | 1998 |    | 2001 | 2002 | 2003 | w-v |
| --------------- | ---- | -- | ---- | ---- | ---- | --- |
| Australian Open | –    | –  | –    | KF   | 1-1  |     |
| Roland Garros   | –    | –  | –    | 1R   | 0-1  |     |
| Wimbledon       | 1R   | 1R | 1R   | 1R   | 0-4  |     |
| US Open         | –    | –  | 1R   | 2R   | 1-2  |     |